# 脱喙荠
脱喙荠（学名：Litwinowia tenuissima）为十字花科脱喙荠属下的一个种。